# Mitja hora a peu
"Mitja hora a peu" (títol original en anglès, "Walking Distance") és el cinquè episodi de la sèrie de televisió d’antologia La Dimensió Desconeguda. Es va emetre originalment el 30 d'octubre de 1959 a la cadena CBS. Ha estat doblat al català i es va emetre a TV3. L'episodi va ser classificat com el novè millor episodi de la història de La Dimensió Desconeguda per la revista Time.

## Narració d'obertura
| « | Martin Sloan, trenta-sis anys. Ocupació: vicepresident, agència de publicitat, responsable de mitjans. Això no és només un viatge de diumenge per a Martin Sloan. Potser en aquell moment no ho sap, però és un èxode. En algun lloc de la carretera està buscant seny. I en algun lloc de la carretera, trobarà una altra cosa. | » |

## Argument
Mentre condueix el seu cotxe al camp una tarda d'estiu cap a l'any 1959, l'executiu de publicitat de Nova York de 36 anys, Martin Sloan, s'atura per reparar el seu cotxe en una benzinera a poca distància a peu de Homewood, la seva ciutat natal. Després d'entrar a la ciutat, veu que sembla que no ha canviat des que era un nen. Visita la farmàcia, i es troba confós quan descobreix que els refrescos de gelat encara són només a 10 cèntims.
Martin camina cap al parc de la ciutat, on s'espanta de veure's a si mateix quan era un nen, gravant el seu nom al quiosc, exactament tal com recorda haver fet. Martin s'acosta, el que fa que el preadolescent Martin s'espanti, es creu que està en problemes, i ell fuig. Seguint el seu jo més jove a casa, coneix els seus pares com eren en la seva infància, però se'l rebutja. Veu el veí del costat, un adolescent treballant en el seu nou roadster; Martin aviat descobreix que és l'any 1934
| « | Un home pot pensar molts pensaments i caminar moltes voreres entre la tarda i la nit. I per a un home com Martin Sloan, la memòria del qual s'ha fet realitat de sobte, una resolució pot venir tan clara i inexorablement com les estrelles a la nit d'estiu. Martin Sloan ha tornat en el temps. I la seva decisió és reivindicar el passat. | » |

Confós i preocupat, Martin vaga per la ciutat i torna a acabar a la seva antiga casa més tard aquella nit, on torna a intentar convèncer els seus pares qui és mostrant la seva identificació, però la seva mare l'abufeteja i el rebutja.
Martin torna al parc i troba el seu jo preadolescent en un carrusel. Els seus avenços tornen a espantar el jove Martin, que cau del carrusel i es lesiona la cama. Simultàniament, l'adult Martin experimenta un dolor insoportable a la cama a causa de l'efecte de la lesió que es propaga a través del temps al seu jo adult. El carrusel s'atura i en Martin intenta dir-li al seu jo més jove que gaudeixi de la seva infantesa mentre duri.
Després que Martin, d'11 anys, marxa, Martin adult, assegut abatut al carrusel, s'uneix al seu pare que li diu que el jove Martin estarà bé, però que coixejarà. També li diu que després d'haver vist diners amb dates futures i el carnet de conduir de Martin adult (amb data de caducitat de 1960) de la cartera de Martin, que havia deixat caure a la casa durant l'enfrontament anterior, ara es creu la història d'en Martin. El pare d'en Martin aconsella al seu fill que cadascú tingui el seu temps i que en comptes de mirar enrere, miri cap endavant; per molt deliciosa i gratificant que recordi la infància, l'edat adulta té les seves pròpies delícies i recompenses.
Quan Martin torna a la farmàcia, es troba l'any 1959, on els refrescs gelats són ara 35 cèntims. Descobreix que ara té una coixesa per la lesió del carrusel. Martin torna a la benzinera on agafa el seu cotxe. Se'n va, content per una vegada amb viure la seva vida en el seu propi grup d'edat.

## Narració de cloenda
| « | Martin Sloan, trenta-sis anys, vicepresident responsable de mitjans. Tenir èxit en la majoria de coses, però no en l'únic esforç que tots els homes intenten en algun moment de la seva vida: intentar tornar a casa. I també, com tots els homes, potser hi haurà una ocasió, potser una nit d'estiu, en què alçarà la vista del que està fent i escoltarà la música llunyana d'un cal·líop, i escoltar les veus i les rialles de la gent i els llocs del seu passat. I potser per la seva ment li passarà un desig errant, que un home no s'hagi de fer vell, mai no superi els parcs i els carrusels de la seva joventut. I també somriurà aleshores, perquè sabrà que "és" només un desig errant, una mica de memòria no massa important realment, uns fantasmes rient que creuen la ment d'un home, que formen part de la Dimensió Desconeguda. | » |

## Vista prèvia per a la història de la setmana vinent
| « | La setmana que ve una excursió a la fantasia a La Dimensió Desconeguda, quan dos actors distingits, David Wayne i Thomas Gomez, apareixen a "Rescissió de contracte", la història d'un estrany contracte entre un home mortal i la seva majestat més satànica; un contracte que acaba de manera més sorprenent. Esperem que vingueu per veure quina és aquesta sorpresa. Gràcies i bona nit. | » |

## Repartiment
- Frank Overton com a Robert Sloan
- Irene Tedrow com a Mrs. Sloan
- Michael Montgomery com a jove Martin Sloan
- Ron Howard com a Wilcox Boy
- Byron Foulger com a Charlie
- Sheridan Comerate com a empleat de la gasolinera
- Joseph Corey com a Soda Jerk
- Nan Peterson com a Woman in Park
- Pat O'Malley com a Mr. Wilson

## Producció
A diferència d'alguns episodis del programa que anaven acompanyats de senyals musicals precompostos, Mitja hor a peu es va subratllar amb música especialment escrita per a això. Pel que fa als altres episodis de La Dimensió Desconeguda, Bernard Herrmann—també compositor de la música principal de la primera temporada i d'alguna de la seva música de fons—va escriure la música d'aquesta. La partitura íntima té una durada aïllada d'uns 19 minuts, i és tocada per una orquestra de 19 peces formada per cordes (violins, violes, violoncels, baixos) i una arpa.
Es diu que el parc d'aquest episodi està inspirat en Recreation Park a Binghamton (Nova York), que es troba a unes cinc illes de la casa de la infància de Rod Serling. Igual que el parc de "Mitja hora a peu", Recreation Park té un carrusel i un quiosc de música. Hi ha una placa al quiosc de música del Recreation Park que commemora l'episodi. La placa i l'episodi tenen una gran referència al 2014. pel·lícula Canvi de guió, que se situa principalment a Binghamton.

## Temes
Temes similars de nostàlgia, els seus riscos potencials, les pressions implacables del món dels negocis i les desil·lusions que comporta ser un adult s'exploren a "Parada a Willoughby", "Young Man's Fancy", "The Incredible World of Horace Ford", "Of Late I Think of Cliffordville", i, en menor mesura, "The Brain Center at Whipple's", així com dues sèries de Serling d'abans i després de La Dimensió Desconeguda: l’episodi de Kraft Television Theatre "Patterns" i l’episodi Night Gallery de "They're Tearing Down Tim Riley's Bar".

## Resposta crítica
"Mitja hora a peu" ha continuat sent un dels episodis més populars i aclamats per la crítica de tots els episodis de La Dimensió Desconeguda. Paul Mandell de American Cinematographer va escriure: "[Mitja hora a peu] va ser la història més personal que Serling va escriure mai, i fàcilment la fantasia dramàtica més sensible de la història de la televisió". L'episodi va ser classificat com el novè millor episodi de la història de la sèrie per Time en celebració del 50è aniversari de la sèrie.
En una gravació d'àudio d'una conferència de principis dels anys setanta a Ithaca College inclosa als paquets de DVD de La Dimensió Desconeguda, Serling va ser crític amb l'episodi, sentint en retrospectiva que la seva relativa inexperiència com a escriptor en aquell moment era evident al guió. Tanmateix, Jodi Serling va dir en una entrevista del 2019 a SyFy Wire que "Mitja hora a peu" era l'episodi preferit del programa del seu pare perquè era "una història molt personal per a ell" i hi havia "trossos d'ell". Serling va declarar que també era el seu episodi preferit a causa de la connexió del seu pare amb ell, dient: "El meu pare cada estiu feia un passeig des del nostre lloc al llac Cayuga, que és a Ithaca, Nova York, i ell passejava una hora fins a Binghamton, Nova York, i tornava a visitar la seva ciutat natal. Va ser com el seu viatge privat de veure la seva antiga casa. Encara és allà a l'avinguda Bennett, fent el carrusel, que no és el mateix. passejar pels carrers com feia quan jugava amb els seus amics. Aquest episodi és tan nostàlgic [per a mi] perquè parla molt del meu pare. No puc evitar veure'l."

## Publicacions de la banda sonora
A causa de l'alta popularitat de l'episodi i de la música, la partitura ha rebut diversos llançaments en CD en la seva versió cinematogràfica original en so monoaural i també dos re-enregistraments en estèreo, un realitzada per Joel McNeely amb la Royal Scottish National Orchestra (l'única versió completa) i l'altre de William T. Stromberg dirigint l'Orquestra Simfònica de Moscou. L'orquestrador John Morgan va ampliar totes les seccions de l'orquestra per a aquest últim, fent referència a l'Adagio per a cordes de Samuel Barber com la principal influència de Herrmann en el en la banda sonora a les notes de folre. El compositor i pianista Tom Alexander va incloure la peça "Excerpts from Walking Distance" al seu àlbum de piano solista de 2016 Overbrook Avenue.